# Молекулярный насос

Молекулярный насос Хольвека

Молекулярный насос Хольвека используется как последняя ступень высоковакуумного насоса, ротор представляет собой гладкий цилиндрический барабан. Каналом для откачки газа служат винтовые канавки, профрезерованные в разных направлениях от центра на внутренней поверхности статора, причём глубина нарезки к краям уменьшается. В лучших моделях с зазором между ротором и статором 0,025 мм при форвакуумном давлении от 70 до 0,01 мм рт. ст. насос создавал перепад давлений около 7·107.
По тому же принципу было сделано множество молекулярных насосов, насос Зигбана имел в качестве ротора гладкий диск на статоре была нарезана спиральная канавка которая к краю диска тоже изменяла глубину.
При увеличении зазоров эффективность откачки уменьшается. Также к недостаткам относится большая чувствительность к засорённости воздуха и износу подшипников.
Данные проблемы привели к созданию молекулярного насоса с большими зазорами около 1 мм, получившего название турбомолекулярный насос. Данные насосы использовались в основном в исследовательских лабораториях.